# Narvik
Narvik là một thị xã và đô thị ở hạt Nordland, Na Uy. Narvik nằm trên bờ của Fjord Narvik (Na Uy: Ofotfjord). Đô thị này là một phần của khu vực truyền thống Ofoten của Bắc Na Uy, bên trong vòng tròn Bắc cực. Narvik biên giới đô thị Ballangen phía tây nam, Evenes phía tây bắc, Bardu và Gratangen ở hạt Troms ở phía bắc, và hạt Norrbotten (Lapland) ở Thụy Điển về phía nam và phía đông.
Narvik đã được tách khỏi đô thị Ankenes khi nó trở thành một thành phố và khu đô thị của riêng mình vào 01 tháng 1 năm 1902. Các đô thị của Ankenes được sáp nhập vào Narvik ngày 1 tháng 1năm 1974.
Narvik là một phần của vụ bê bối chứng khoán Terra trong năm 2007 liên quan đến một số khoản đầu tư đó đã được thực hiện bởi đô thị này.